# Zdeno Cíger
Zdeno Cíger, född 19 oktober 1969 i Martin i dåvarande Tjeckoslovakien, nuvarande Slovakien, är en slovakisk före detta professionell ishockeyspelare som spelat i NHL och tagit medaljer i VM i ishockey för både Tjeckoslovakien och Slovakien.

## Karriär
Zdeno Cíger startade sin ishockeykarriär i MHC Martin innan han 1987 som juniorspelare debuterade för HK Dukla Trencin och spel i den Tjeckoslovakiska Extraliga. Han blev snabbt en profil och erhöll pris för bästa nykomling 1989. Han fick under denna period också debutera i det tjeckoslovakiska landslaget. 
Han draftades till NHL och blev 1990 klar för spel med New Jersey Devils. Han spelade i NHL under åren som gick, förutom med Devils, med Edmonton Oilers, New York Rangers och Tampa Bay Lightning och kom upp i totalt 352 NHL-matcher och gjorde 92 mål och 134 assists. Hans bästa säsong blev säsong 1995/1996 då han gjorde 31 mål och 39 assist. Han återvände till spel i HC Slovan Bratislava i den slovakiska Extraliga 1997. Efteråterkomsten blev han snabbt populär och blev uttagen i All-Star team i Slovakien fem gånger. Vidare blev han blev uttagen i det slovakiska landslaget och deltog i fem VM (varav ett B-VM) samt de olympiska vinterspelen 1998 i Nagano, Japan.
Han har ofta slutat med ishockey som aktiv men lika ofta återkommit, dock avslutade han sin karriär 2007 för att bli tränare i HC Slovan Bratislava. Laget vann Extraliga-titel 2007 och 2008 under ledning av Zdeno Cíger. På grund av bristande resultat för laget slutade han som tränare oktober 2008 och ersattes av sin assistent Róbert Pukalovič.

## Meriter
- VM-brons 2003 med Slovakien
- VM-brons 1989, 1990 med Tjeckoslovakien
- 106 matcher 34 mål i Slovakiens herrlandslag i ishockey
- 43 matcher 13 mål i Tjeckoslovakiens herrlandslag i ishockey
- 352 NHL-matcher 92 mål/134 assists
- Slovakisk Extraliga vinnare säsongen 2006/2007, 2007/2008 som tränare
- Slovakisk Extraliga vinnare säsongen  1997/1998, 1999/2000, 2002/2003 och 2004/2005 som spelare
- Utnämnd som årets nykomling i Tjeckoslovakiska Extraliga 1989
- Uttagen i Sloakiens All-Star team 1997/1998, 1998/1999, 1999/1900, 2000/2001 och  2002/2003

## Klubbar
- MHC Martin, 1.liga, -1987
- HK Dukla Trencin, Extraliga, 1987-1990
- New Jersey Devils, NHL, 1990-1993
- Utica Devils, AHL, 1990-1991
- Edmonton Oilers, NHL, 1990-1996
- HK Dukla Trencin, Extraliga, 1994-1995
- HC Slovan Bratislava, Extraliga, 1996-2007